# 核戦争

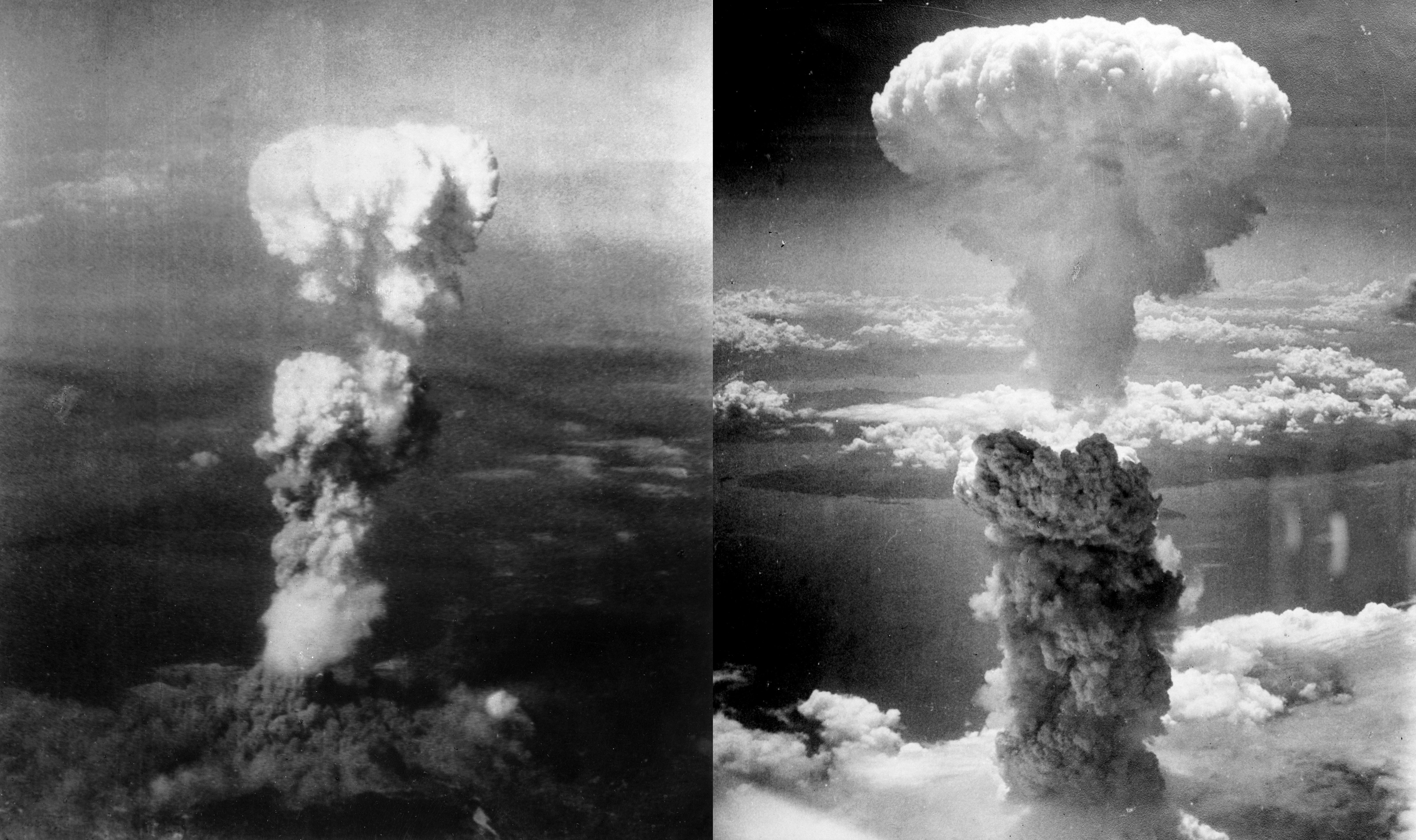
原子爆弾の投下によって発生したキノコ雲。左が広島で右が長崎。日本への原子爆弾投下（1945年8月6日・8月9日）

火球サイズの比較、中心から
ファットマン
ピースキーパー（W88核弾頭）
ミニットマンⅠ（W59核弾頭）
キャッスルブラボー
ツァーリ・ボンバ

核戦争（かくせんそう、英語: nuclear warfare）とは、核兵器が使用される戦争のことである（出典:広辞苑）。

## 概説
核戦争とは原子爆弾、水素爆弾、中性子爆弾などの核兵器、またそれらを運搬する各種のミサイル、爆撃機、潜水艦などの兵器として用いられる戦争を指す。その規模については限定的なものから全面的なものまでさまざまな形態が考えられているが、いずれにしても甚大な被害が生じると考えられている。
核兵器が開発されてからの実戦使用は、第二次世界大戦におけるアメリカ合衆国の日本への2発の原爆投下のみであり、敵対国同士が核攻撃の応酬を行う戦争は発生していないが、キューバ危機や北朝鮮核問題や2022年ロシアのウクライナ侵攻、2023年パレスチナ・イスラエル戦争など、核戦争を引き起こしかねない危機は幾度となく発生している。

## 核戦争の理論

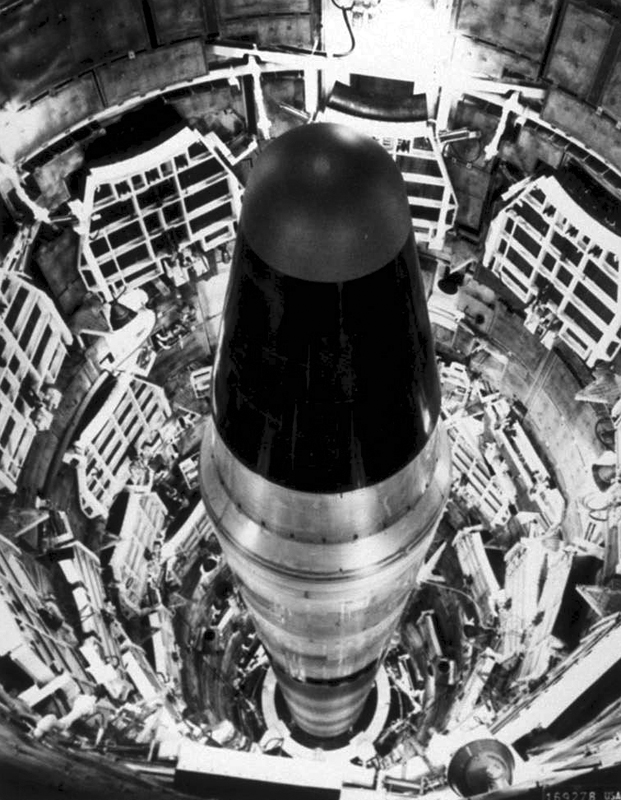
ミサイルサイロ。サイロ内のタイタンII ICBM。周囲のすのこ状のものは整備用プラットフォームで、使用されない時には折り畳まれている。

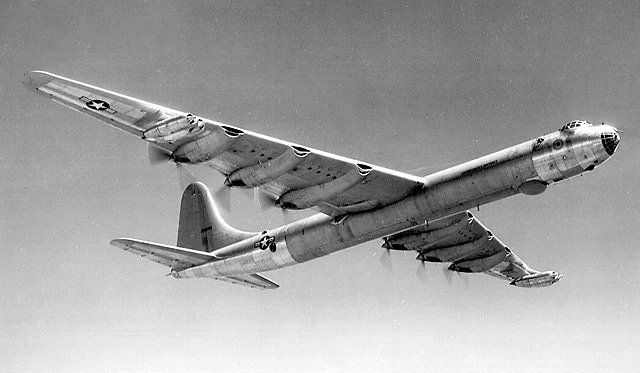
B-36（Consolidated Vultee B-36 "Peacemaker"）1950年代

アメリカ、ソビエト連邦とロシアの核兵器備蓄

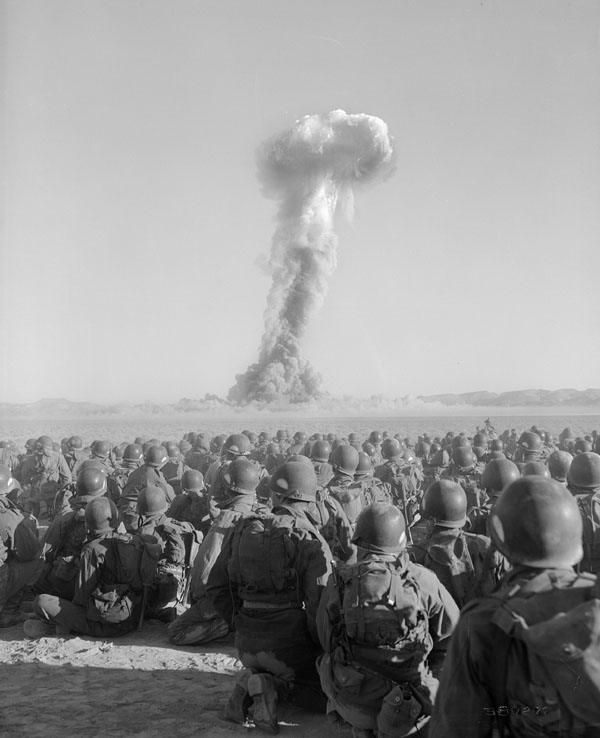
バスター・ジャングル作戦、デザートロック演習のため、ドッグ実験の核爆発を見守る兵士達（1951年11月1日）

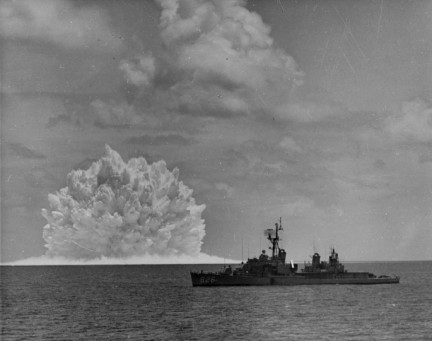
対潜兵器。核搭載アスロックの爆発シーン。手前の艦は駆逐艦アガーホルム（1962年）

核戦略の研究者の間では核戦争の発生や進行に関していくつかの派が存在する。

### 核戦争を引き起こす要因
冷戦時代、核兵器の使用に関する重要な考え方は、古い軍事的知恵からではなく、戦略的意思決定を理解するための新しい方法であるゲーム理論から生まれた。この分析的アプローチは、アメリカ合衆国とソビエト連邦のにらみ合いがナッシュ均衡を表していることを示唆した。なぜなら、核攻撃は必ず壊滅的な反撃を引き起こすため、アメリカとソ連のどちらの超大国も、核攻撃を先制的に開始する理由はないと説明された。説得力のある大義名分がないと、例えばどんな独裁政権でも核戦争を開始するのは難しい。
核戦争の勃発には基本的に二つの要因があると考えられている。危険性のエスカレートと、奇襲攻撃によるものである。ここでは主な要因について述べる。
先制攻撃
核保有国が存在する限り常に存在する可能性である。戦争当事国の一方が核兵器で攻撃される危険性を感じれば、核戦争における初戦の優位を獲得するために先制攻撃を行う可能性がある。
危険度のエスカレーション
それぞれの国家の軍隊が危機的状況において相互に自らの優位性を争奪する過程で軍事的な威嚇のレベルを上げる際に発生する。ゆえに冷戦末期の国際政治において超大国の重要な権益にかかわる地域の紛争にかかわってはいけないという不文律があった。
優位性の喪失
相手国が軍事的優位性を確保した場合に、自国にとって不利な軍事力バランスの打破を期待して発生するものであり、優位性を完全に喪失する前に先制攻撃を実行しようという考え得る。
冷戦期のアメリカの戦略防衛構想はこの問題を取り扱っていた。
技術的偶発
意思決定の考えとは無関係に核戦力が行使されて核戦争が勃発するものである。
偶発事件には非常にさまざまな種類がある。大陸間弾道ミサイルに搭載される核兵器は作動解除リンクシステムで管理されているが、潜水艦発射弾道ミサイルの核弾頭は技術的制約上システムの管理下にない。ただ責任者全員の同意がなければ発射できない仕組みになっているが、収拾不可能な緊急事態において核兵器が使用される危険性がわずかに残っている。
不合理な要素
情緒不安定・精神疾患・イデオロギー・過度な民族主義・過激な宗教などの要素を持った非合理的な政策決定者によってもたらされる。彼らにとっては、多大な人命や財産の損失よりも、妄想によって産まれた敵の打倒や、信奉する神の勝利の方が優先される可能性がある。すなわち国際社会に上記のような人物が統治する核保有国が存在する限り、不合理な要素によって核戦争が勃発する危険性は存在する。

### 核攻撃の形態
核戦争が始まる核戦力を用いた攻撃にはいくつかの形態が考えられる。
対都市攻撃
第二次世界大戦中の都市爆撃と同様、相手国の都市を破壊することで、国民戦意や継戦能力、インフラストラクチャーを破壊することを狙った核攻撃である。広島・長崎への核攻撃はこれに分類される。特に冷戦期間中、核保有国・非核国の区別なく各国でシミュレートされ、他の形態の核攻撃と比べて被害が際立って膨大なことから最も恐れられた攻撃である。
主に民間人やその住居など、非軍事目標を狙うため非人道性は高いが、一旦大規模な核戦争が起きると、後述する対核戦力核攻撃によって、数時間から数日のうちに彼我の核戦力が沈黙し、以後選択の自由は失われてしまう為、保険的な目的で核戦争勃発時にこうした攻撃が発生する可能性は、今でも高いと考えられている。
冷戦期間中は米ソ両国で検討されプラン化されていた。
対核戦力先制攻撃
相手国の核戦力の基盤であるミサイルサイロ、潜水艦基地などに対する核戦力を用いた先制攻撃である。
ただし、外洋をパトロールする潜水艦には核兵器が搭載されており、その破壊は難しいため、不完全なものとなる可能性が非常に高い。
対通常戦力先制攻撃
相手国の通常戦力、陸軍・海軍・空軍の駐屯地・基地に対する核戦力を用いた先制攻撃である。
この攻撃が行われる場合は、その後に相手国の戦力を完全に無力化するために通常戦力を用いた攻撃が計画されている可能性が高い。
対産業攻撃
発電所、エネルギー施設、産業施設などの経済拠点に対する核戦力を用いた攻撃である。
ただし、この攻撃を実施する場合は、目標地域に民間人がいるため、多大な死傷者が出る。
対司令部攻撃
首都、統治機関、軍隊の参謀本部などの司令部に対する核戦力を用いた攻撃である。
この攻撃は理論上、相手国の報復攻撃を阻止することを目的としたものであるが、軍指導部は核兵器発射権限を各部隊に委譲できるため、実際に指揮系統を機能停止にし、反撃を封じ込めることは非常に難しい。
報復攻撃
先制攻撃を受けた場合、相手国の核戦力（場合によっては産業・司令部に対して）を無力化するために核戦力を用いて報復のために攻撃を実施する。
報復攻撃には主に二つの方法がある。
警報時の発射（LOW）
核兵器が爆発する前に報復攻撃を実行することである。基本的にこの攻撃は人工衛星やレーダーを用いたミサイル警報システムが整備されている必要性がある。
被爆下の発射（LUA）
核兵器が爆発したことを確認してから報復攻撃を実施する。さまざまなセンサーや人工衛星などで情報を確認し、攻撃を実行する。
核テロ攻撃
スーツケース程度の小型の核兵器を用いた攻撃を指す。軍事的な分類ではないが、都市で実施すれば高層ビルを崩壊させ、周囲の建築物に多大な被害を与えるという非常に大規模な攻撃が可能であり、非常に危険性が高い（テロリズムを参照）。
他、ハッキングによる核発射や、テロリストが核ミサイルを搭載した潜水艦や人工衛星をのっとることで発射させることもフィクションでよく使われる。

## 影響

### 核攻撃の影響
核戦争は予想されうる事態に過ぎず、歴史的な事例は存在しない。また戦争には多数の不確実性が生じ、その影響も攻撃方法、使用兵器、攻撃対象の位置、環境、人口などさまざまな要素が関連するため科学的な予測は難しいが、2019年にプリンストン大学のアレックス・グラーザーが、アメリカとロシアの間で核戦争が起こった場合、9150万人の死傷者が出るというシミュレーション結果を公開している。ラトガース大学などのチームによる研究結果の発表では、アメリカとロシアの間で核戦争が起こった場合、発生した煤で引き起こされた日照不足などにより農作物の生産量が減ることで、50億人以上の餓死者が出る可能性があるとしている。

### 心理的な影響
ハーバード大学メディカルスクールの1995年の調査によると、頻繁に核戦争の恐怖を感じた青少年は、一般的な精神障害のリスクが高くなることがわかったという。特に1週間に1度、もしくはそれ以上の頻度で核戦争の恐怖を感じると精神的な影響が顕著になるという。「核戦争の恐怖を頻繁に感じている」という指標（アンケートに対する回答）は、精神障害の一種の兆候となる。

## 核戦争の危機

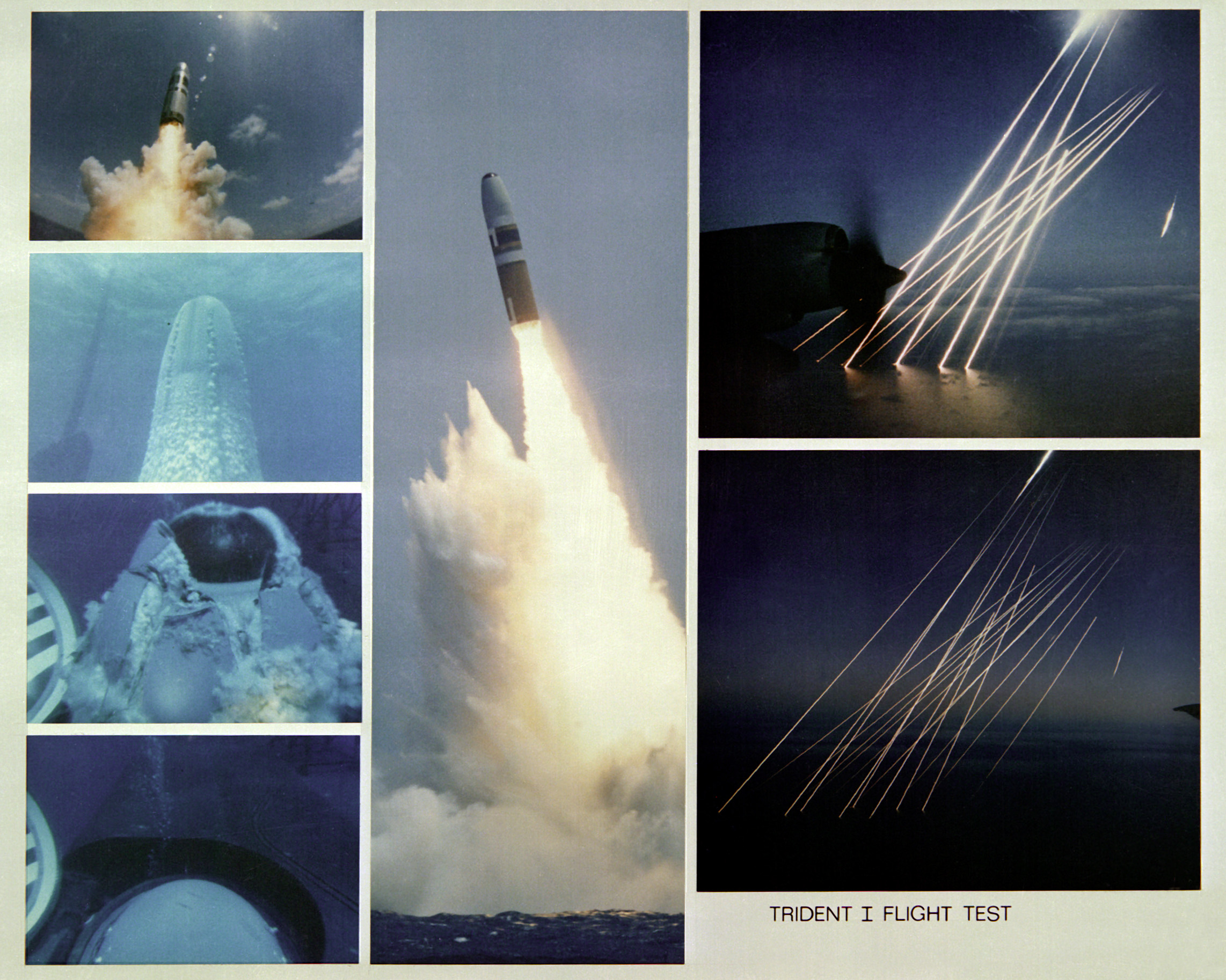
トライデント (ミサイル) I ミサイルとその再突入体

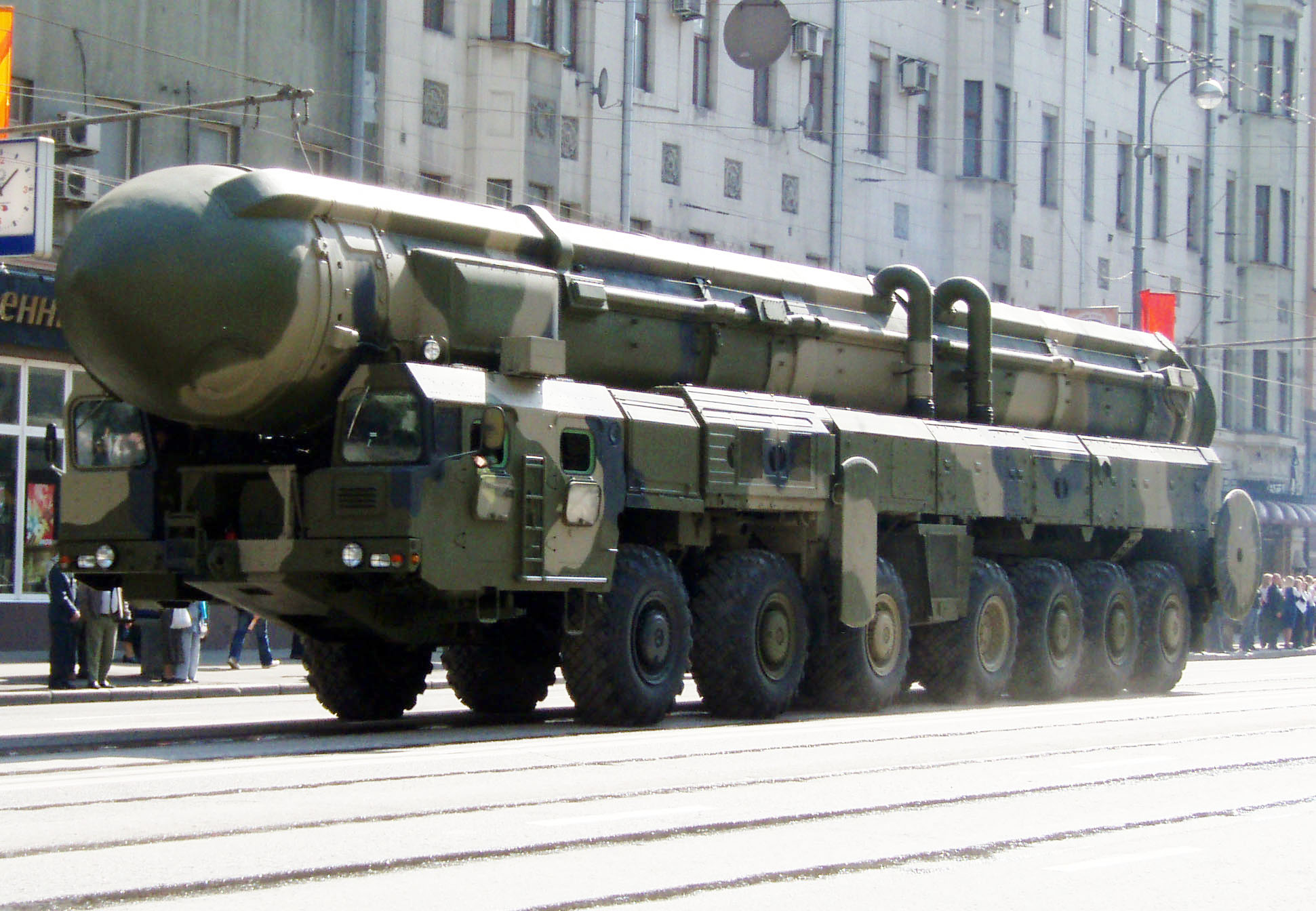
冷戦時代にソビエト連邦によって開発されたICBM、RT-2PM トーポリのTEL車両 (2008年モスクワで行われた軍事パレードでの撮影)

### 冷戦
敵方における核爆発はなかったものの、自らの勢力の武力を誇示する目的で、核兵器の開発、核実験が行われた。
大気圏内核実験は、実験に参加した兵士（アトミック・ソルジャー）および核実験場近くに居住する米国市民を蝕み、放射線障害を訴える被曝者が発生した。ネバダ砂漠には大規模な核実験場があり、当時、西部劇の野外撮影が行われていた。このため、西部劇関係者には癌や白血病の患者が多いとされる。
その他、冷戦中には、偶発的核戦争の危機が現実に幾度か存在した。第二次キューバ危機が有名であるが、他に1983年のペトロフ中佐の事件、エイブル・アーチャー83などが知られる。

### インドおよびパキスタン間の緊張
南アジアのインドとパキスタンは独立以来、三度の印パ戦争を行い、現在でも緊張状態にある。インドは1974年に初の核実験を行い、1998年5月に再度核実験を行った。
パキスタンも1998年5月に核実験を行い、核兵器開発能力を示した。よって両国が核保有国となったため、再度印パ戦争が勃発したときは、両国間の核戦争になる恐れが生じている。

### アメリカの戦術核構想
アメリカのブッシュ政権は抑止力としての役割を果たす戦略核兵器の縮小に代わり、戦術核兵器の使用を公言していた。これはより限定的な範囲を核兵器で攻撃するための兵器を指す。

### 2022年ロシアのウクライナ侵攻
2022年2月24日、ロシアがウクライナ侵攻を開始した。しかし、ウクライナ軍の徹底抗戦により計画に大きな遅れが出たことと、北大西洋条約機構（NATO）首脳らによる批判的な声明と西側諸国の対ロ経済制裁を受けて、2022年2月27日にロシアのウラジーミル・プーチン大統領が戦略的核抑止部隊に特別警戒を命じた。ロシアのセルゲイ・ラブロフ外務大臣は「第三次世界大戦は核（戦争）となり、破壊的なものになるだろう」と発言している。

## 使用された核兵器
実験以外で使用された核兵器は、下記の2例である。

### 第二次世界大戦
第二次世界大戦は、終盤で人類史上初めて、核兵器が戦争で使用された。
- 日本への原子爆弾投下
  - リトルボーイ（広島市への原子爆弾投下）- 核出力15kt
  - ファットマン（長崎市への原子爆弾投下）- 核出力21kt

## 核ミサイル防衛
- イージス弾道ミサイル防衛システム
- 弾道弾迎撃ミサイル
- AL-1 (航空機)
- ミサイル防衛
- 核抑止
- 核シェルター - 大深度地下鉄駅を含む
- 欺瞞作戦 - 地図上の都市の位置を実際の場所から10km単位でずらすなど[14]
- 閉鎖都市

## 核戦略研究

### 実験的ウォーゲームによる核戦略研究
核兵器使用の意思決定要因や抑止効果を検証するため、米国の研究機関や大学は実験的ウォーゲームを実施している。例えば、限定的な核使用オプションが実際の使用可能性に与える影響や、サイバー攻撃による核指揮統制の脆弱性が先制攻撃判断に与える影響が分析されている。

## フィクションにおける核戦争

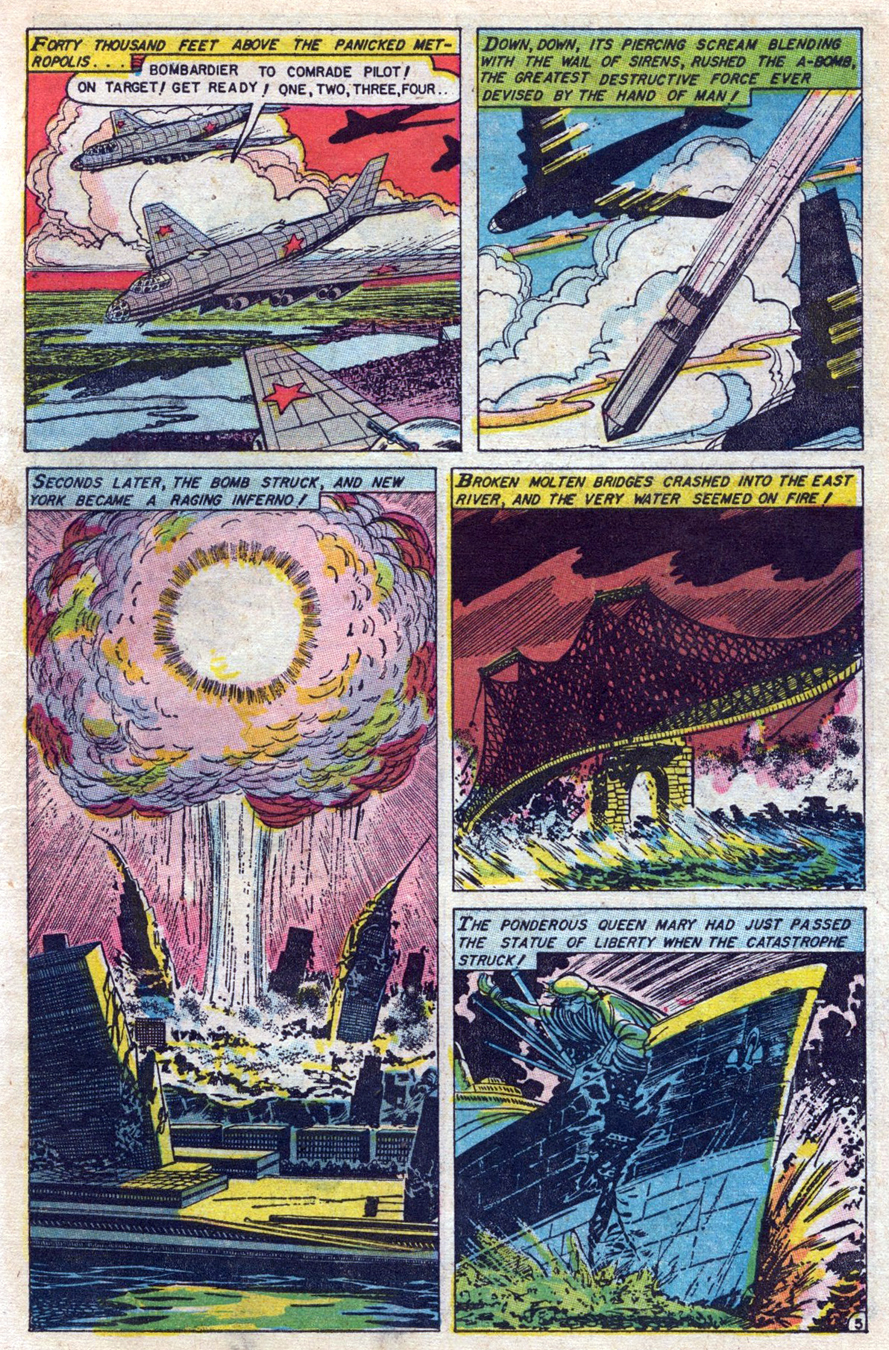
核戦争を描いたアメリカの漫画（1952年）

2024年現在、現実には全面核戦争は起きていないが、フィクションの世界では「終末もの」など、全面核戦争やその後の世界を舞台にした作品がある。以下はそのような世界を描いた代表的な作品である。
なお、リストは時代背景や核戦略等の変化を考慮し、発表年代順とする。

### 映画・ドラマ
『渚にて (映画)（1959年）』、『エンド・オブ・ザ・ワールド (ドラマ)（2000年）』
小説『渚にて（1957年）』の映画化、および映画のリメイクドラマ。
『世界大戦争 (映画)（1961年）』
連邦国陣営と同盟国陣営の間で核弾頭による核戦争が勃発、主人公たちの住む東京は核ミサイルの直撃を受ける。東宝の映画作品。
･『博士の異常な愛情 (映画)（1964年）』
正式なタイトルは『博士の異常な愛情 または私は如何にして心配するのを止めて水爆を愛するようになったか』
反共思想に取り憑かれた米国空軍大将が独断でB-52によるソ連への核爆撃を命じる。空軍司令部は攻撃中止命令によって帰還させようとするが、故障により通信が届かなかった爆撃機は核攻撃を実行し、ソ連は相互確証破壊に基づいてコバルト爆弾を使用して地球全体を汚染させる。
『未知への飛行 (1964年)』
アメリカの防空システムが故障により戦略爆撃機に誤った核攻撃を命令した結果、米ソ両国の努力も虚しくモスクワが壊滅してしまう。米国大統領は全面戦争を避けるために、誤って核攻撃してしまった代償として米国最大の都市ニューヨークへの核攻撃命令を下す。
『猿の惑星 (映画)（1968年）』
知性を持った猿類と人類の間で核戦争が勃発する。続編『続・猿の惑星（1970年）』において、生き残った人類と猿類の争いの最中に最終兵器コバルト爆弾が使用され、地球は粉々になって消滅する。
『コント55号 宇宙大冒険（1969年）』
平和に慣れて闘争心が減退した異星人が、拉致してきた地球人の闘争本能の本体を抽出して飲んだところ、過剰な闘争心を抑制できず暴力的になり、遂には核戦争を起こして滅亡する。東宝の映画作品。
『ノストラダムスの大予言 (映画)（1974年）』
世界中で環境破壊による災害が発生し、局地戦での核兵器使用がきっかけで世界戦争に発展する。A・B・Cの各陣営が世界中をICBMで攻撃するが、機械が自動的にICBMを発射し続ける。東宝の映画作品。
『世界が燃えつきる日 (1977年)』
核戦争後の荒れ果てたアメリカ合衆国を舞台に、生き残った人々を求め歩く姿を描く。
『復活の日 (映画) (1980年)』
未知の病原体が引き起こしたパンデミックによって人類を含む哺乳類等の生物が南極大陸を除いて死滅した後、アラスカ付近で超巨大地震の発生が予測された。
ワシントンD.C.にある自動報復システムがこれを核攻撃と誤認した場合、ソ連の報復システムも作動して僅かに残った人類が住む南極も核攻撃を受ける公算が高い事が分かる。
『第三次世界大戦 (テレビドラマ)（1982年）』
「もし、冷戦が終結してなかったら」という仮定で描かれており、アラスカに侵入したソ連軍を食い止めつつ米ソ首脳が戦争回避を試みるが、穏健派のソ連首脳がタカ派の軍部により暗殺され、核戦争を止める手段は無くなってしまう。
『ザ・デイ・アフター (映画)（1983年）』
アメリカとソ連との間で緊張が高まる中、核戦争が勃発する。しかし、本当の地獄は「その日の後（The Day After）」から始まる。死の灰による放射線障害によって、破壊から生き残った人々も死の影からは逃れられなかったのである。
『ウォー・ゲーム (映画) (1983年)』
北アメリカ航空宇宙防衛司令部（NORAD）に設置されたスーパーコンピューター「ジョシュア」に、開発者の残したバックドアを発見した若いハッカーが接触する。「ジョシュア」には、核戦争対応シミュレーション用人工知能「ウォーパー」が搭載されており、そのシミュレーションの一つである「世界全面核戦争」を「唯のゲーム」と勘違いした若者はプログラムを起動してしまう。
米ソのデフコンが上がり現実の核戦争が始まる寸前、己の過ちに気づいた若者は開発者を探し出して動作を中断させるが、既に核兵器システムを掌握していた「ジョシュア」は自ら核攻撃システムの発射キーを探し始める。
『ターミネーターシリーズ（1984年）』
人類に敵対したコンピュータースカイネットがソ連をステルス爆撃機で攻撃したことで核戦争に発展し、核戦争後の未来から現代に暗殺アンドロイドが送られてくる。『ターミネーター4』ではシリーズで初めて核戦争後の世界が舞台になっている。
『SF核戦争後の未来・スレッズ (ドラマ)（1984年）』
全面核戦争の勃発から十数年後までの世界を描く、イギリスBBC製単発テレビドラマ。核戦争そのものの悲惨さよりも、核戦争後の崩壊した世界で生きる人々を襲う、地獄のような日々の描写に力を入れている。
『風が吹くとき (映画) (1986年)』
1982年、イギリス政府が実際に刊行した手引書「防護と生存」の内容を踏まえて発表された作品。
老夫婦が核戦争が近いというニュースを見て、手引書に従って保存食の用意や核シェルターの作成といった準備を始めるが、外部との連絡を絶たれた中で死の灰による原爆症で衰弱していく。日本でも1987年に公開された。
 『デリカテッセン (映画) (1991年)』
核戦争の15年後の荒廃したパリが舞台。

### 小説・絵本（アニメ化されたものも含む）
『最後の子どもたち』
核戦争後のドイツが舞台。
『スワン・ソング』
ロバート・R・マキャモンの小説。核戦争後のアメリカが舞台。
『渚にて』
『ウォー・デイ』
ホイットリー・ストリーバー、ジェームズ・W・クネトカ共著。核戦争後の米国内の状況を描く。
『銀河英雄伝説』
物語の時代より遙か過去の西暦2039年に、北方連合国家（ノーザン・コンドミニアム）と三大陸合州国（ユナイテッド・ステーツ・オブ・ユーラブリカ）による全面核戦争が勃発した。
『なぞの転校生』
核戦争自体は描かれておらず回想シーンのみ。
『コップ一杯の戦争』
小松左京の原作・執筆した短編SF小説。
『洪水のあと』
核戦争後のスウェーデン、ゴットランド島らしき島が舞台。
『恐怖の総和』
アメリカ国内での核兵器テロを引き金として米露間の核戦争勃発寸前に到るまでの過程を描く。『トータル・フィアーズ』として映画化。
『霊長類南へ』
中国国内での事故によりICBMが韓国、日本に向けて発射されたことからソビエト、アメリカを巻き込んだ全面核戦争に発展。
『亜細亜大戦２００１』
ロシアでのクーデターをきっかけに世界核大戦に発展。

### アニメ・漫画
『とべ!人類』
核戦争直前に世界中から集められた子供が、宇宙船「ホモ・サピエンス号」に乗せられ、何世代もかけて「第二の地球」を目指す。
『攻殻機動隊』
1996年に第3次核大戦が勃発、1999年に勃発した第4次非核大戦では日本が核攻撃され、首都圏が壊滅。
『風の谷のナウシカ』
「火の7日間」と呼ばれる全面核戦争から1000年後の世界が舞台。
『カンビュセスの籤』
藤子・F・不二雄の短編。終末戦争後に生き残った人々は地球外文明へ救助を求め冬眠を繰り返す。
『FUTURE WAR 198X年』
冷戦下、アメリカ・ソ連間での核攻撃をきっかけに全面核戦争に。
『火の鳥未来編』
数度の核戦争を経た西暦3404年の地球が舞台。メガロポリス（地下都市）ヤマトとレングードの対立が発端となって超水爆を利用した核戦争が起きる。
『北斗の拳』
世界的な最終戦争の核戦争後の地球が舞台。この世界は文明が崩壊し力（主に暴力）が支配している。
『地球0年』
田辺節雄/矢野徹 矢野徹の同タイトルの小説のコミカライズ。狂信的陰謀論者によって引き起こされた核戦争と、戦争で荒廃したアメリカに「平和維持軍」として赴く自衛隊を描く。
『飛ぶ教室』(漫画)
埼玉の小学校を舞台に、校庭に設置されていた核シェルターのおかげで核戦争を生き延びた小学生達が、学校での共同生活によって核の冬に襲われつつある過酷な世界を生き抜こうとする姿を描いた作品。
『望郷戦士』
1988年に核戦争が勃発。長野県に旅行に来ていた主人公たちが戦争の13年後にタイムスリップ。
『遙かなる星』
佐藤大輔の架空戦記。キューバ危機の際、ケネディ政権がキューバ直接侵攻という強硬策を採用した結果、米ソ間で反応兵器戦争が勃発。ソ連側の先制核攻撃となったことでアメリカは壊滅的な被害を被り崩壊、一方のソ連も報復攻撃により大きな被害を被った。
この戦争を資本主義陣営で大きな被害を受けることなく切り抜けた日本が、アメリカに代わり兵器を含むあらゆるものを売り捌き続ける傍ら、来たる次の核戦争の時に日本人だけでも逃げ出すべく宇宙開発に狂奔する様を描く。

### ゲーム
『Fallout シリーズ』
2077年に全面核戦争が勃発し、その後の滅びたアメリカを舞台としている。